# Querstockfenster

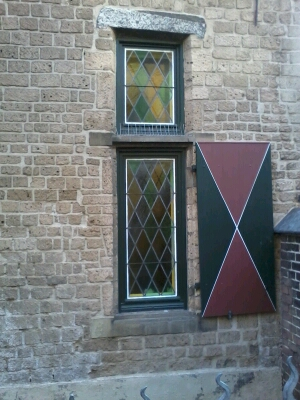
Querstockfenster an einem gotischen Haus in Xanten

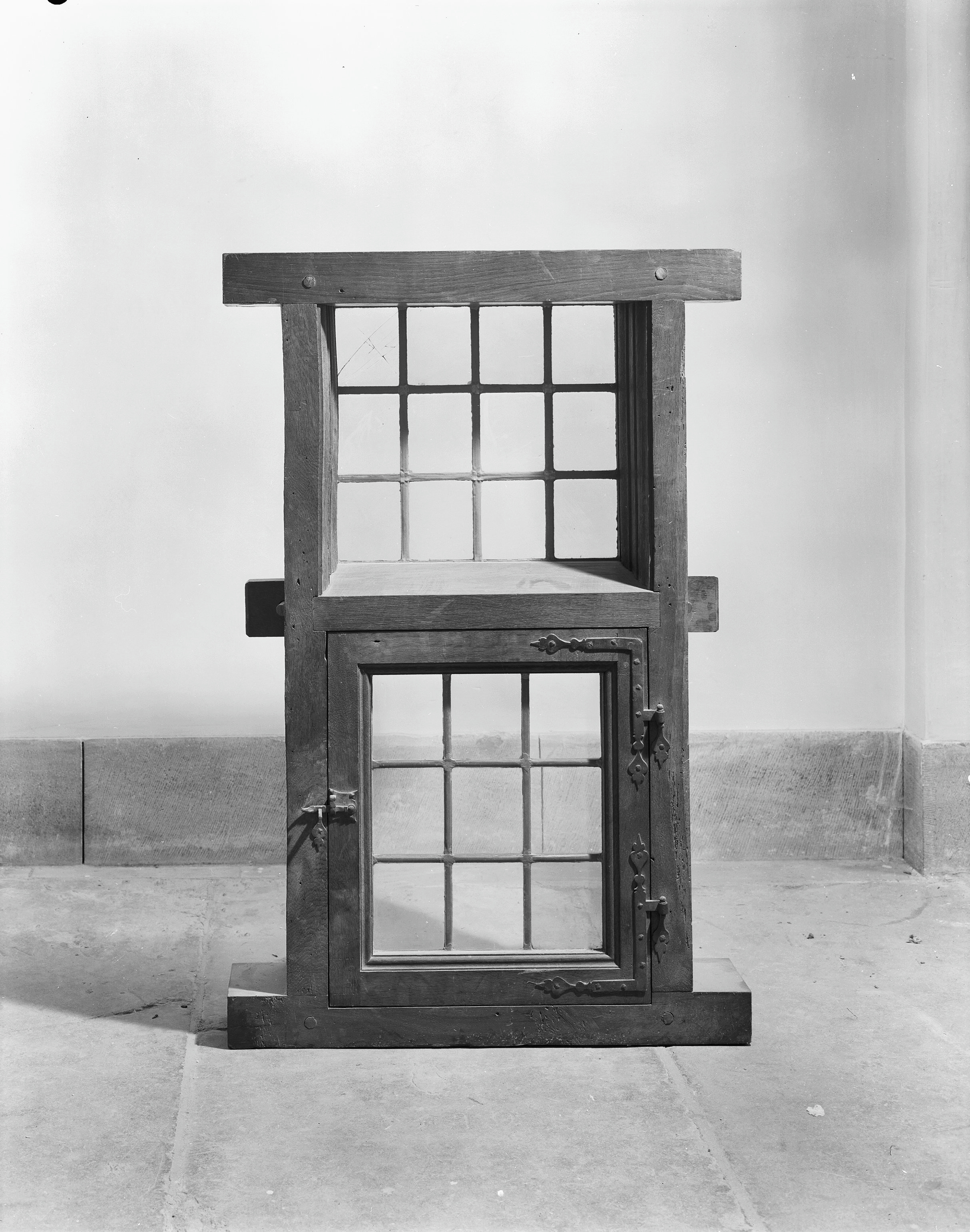
Sogenannter Kloosterkozijn (Klosterrahmen), Niederlande.

Das Querstockfenster ist eine rechteckige Fensterfläche, die im Gegensatz zu Kreuzstockfenstern nur durch ein Querstockprofil in zwei Einzelfenster aufgeteilt ist.
Es entspricht damit funktional und gestalterisch weitgehend dem Kämpferfenster.
Die Fensterquerstöcke können aus Stein oder aus Holz sein.
Querstockfenster findet man vorwiegend bei Burgen, mittelalterlichen Bürger- und Rathäusern.
Beispiele für Gebäude mit Querstockfenstern
- Burg Disternich[1]
- Rathaus Kalkar